# 早稲田騒動

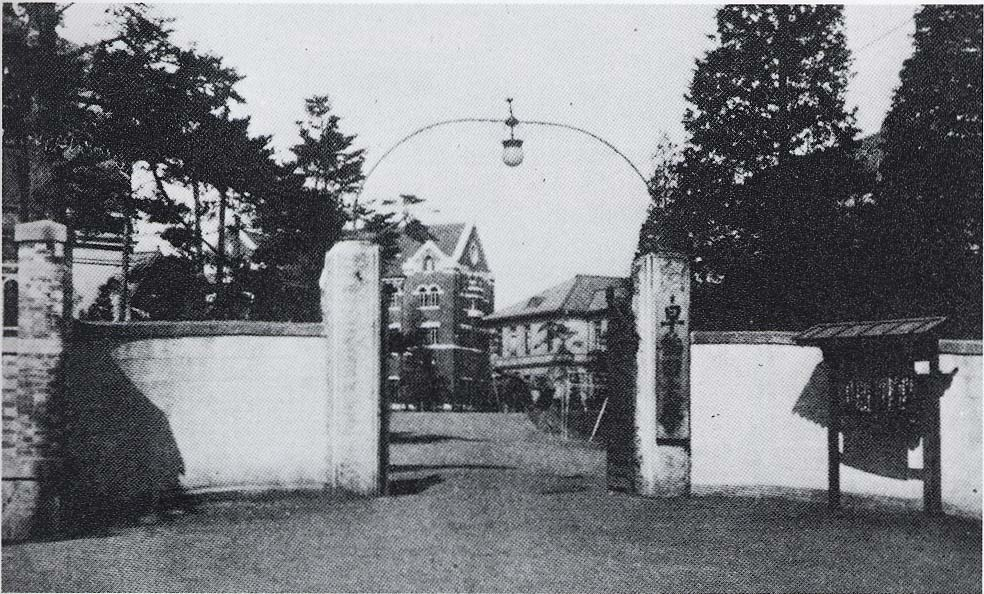
大正初期の早稲田大学

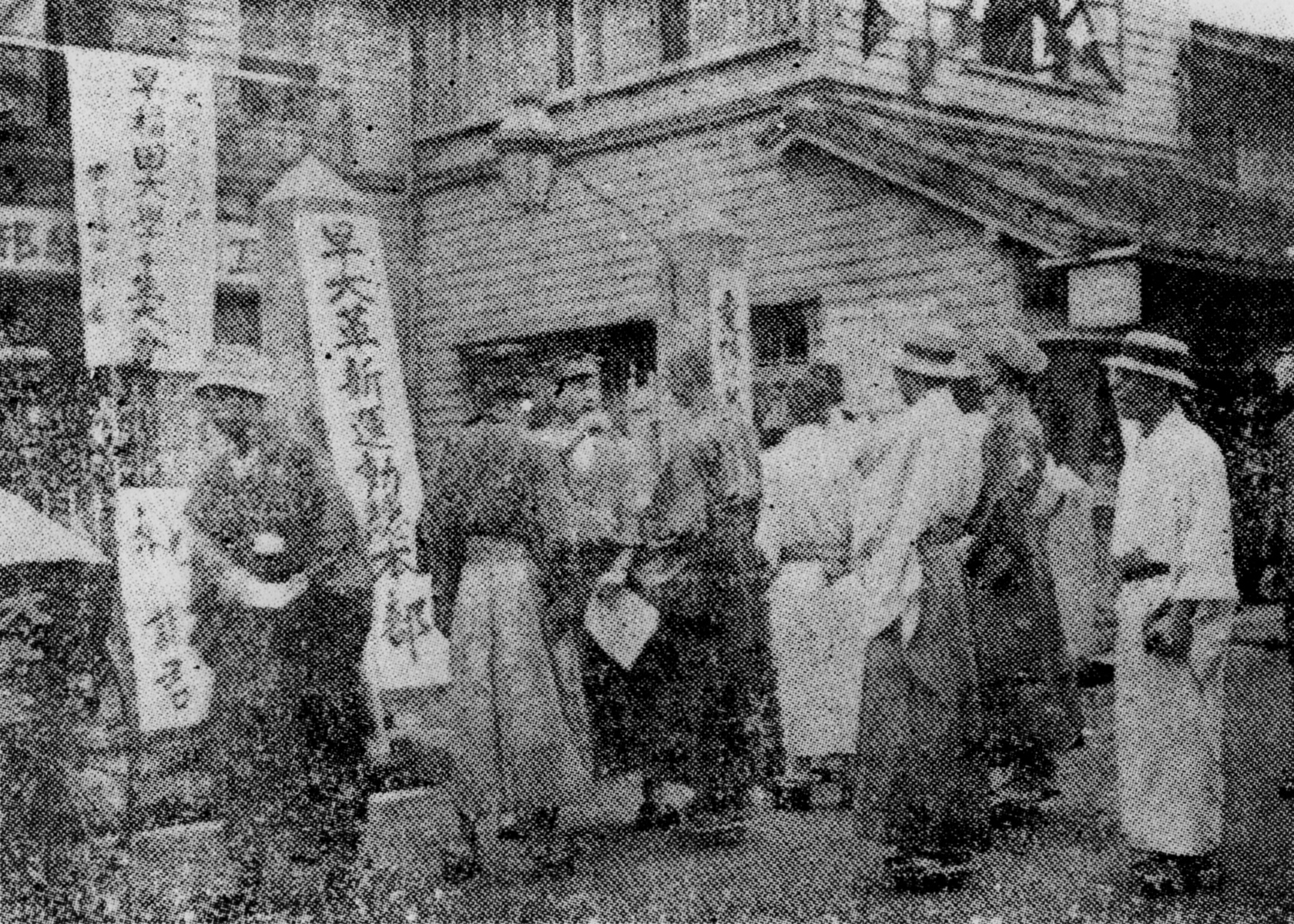
早大革新運動総本部

早稲田騒動（わせだそうどう）は、1917年（大正6年）に早稲田大学で発生した学校騒動・学園紛争。学長を務めていた天野為之の後任をめぐる派閥争いだったが、学生やジャーナリズムも巻き込む社会問題となった。

## 経緯

### 背景

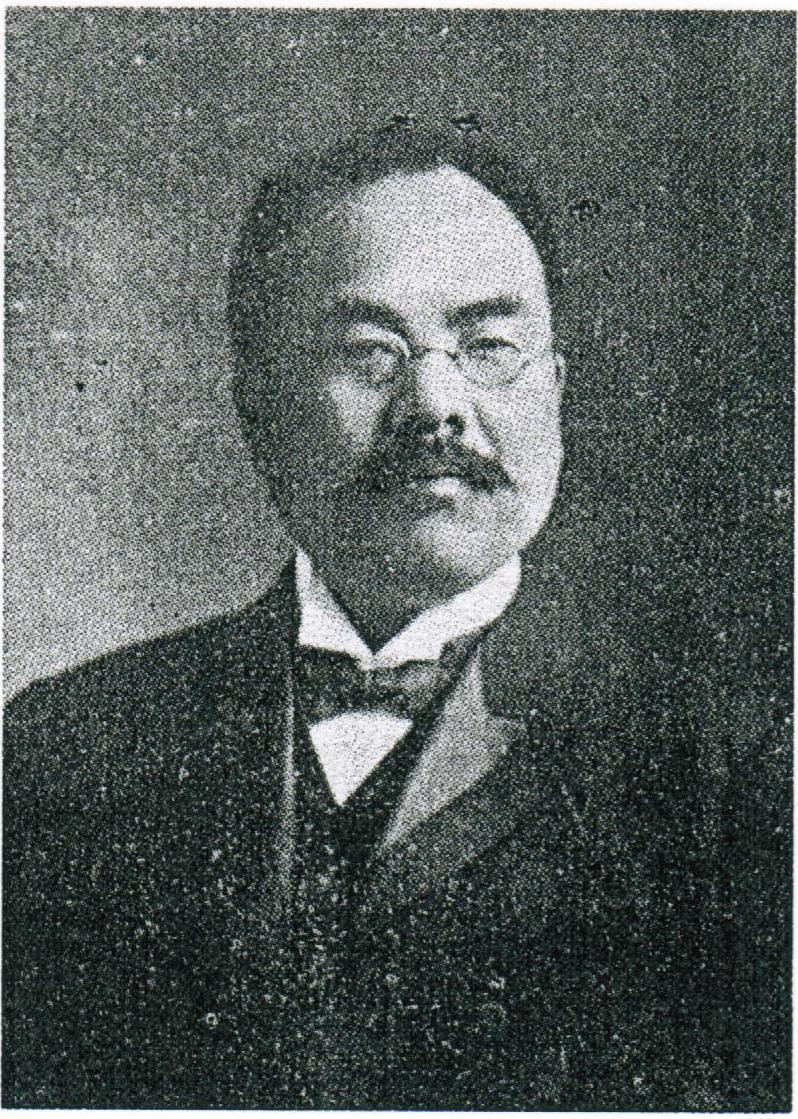
天野為之

早稲田大学は大物政治家である大隈重信が創設以来総長を務めてきた。大隈は日常的な経営には口を出さなかったが、大学経営に強い発言力を持つ維持員会に腹心や肉親を送り込み、影響力を保持していた。大学の敷地は大隈家から寄贈を受けたものであり、また大隈の名声によって寄付金も集まるなど、大隈家依存の傾向が強かった。高田早苗・天野為之・坪内逍遥は創設以来大学を支え、維持員会の会員でもあり、「早稲田三尊」と呼ばれていた。1907年（明治40年）には天野が鳩山和夫校長と連携し、高田がつとめていた経営責任者の職である学監に就任しようとし、大隈が介入して鳩山を辞職させて高田を留任させたことがある。
1914年（大正3年）4月16日、大隈が首相に任命され、第2次大隈内閣を組織したが、翌年8月の内閣改造で文部大臣として学長の高田を起用し、後任の学長には商科科長・早稲田実業学校校長を務めていた天野が就任した。しかし、同時に理事および維持員の増員を行い、名誉教職員規定が制定され、天野学長の権限を抑制する措置がはかられた。一方で天野は総長ポストの廃止を行って大隈家との縁を絶ち、維持員会についても廃止しようと考えていた。

### 騒動の開始
1916年（大正5年）10月4日、大隈が辞表を奉呈すると、高田も文相を辞職することとなった。1917年（大正6年）8月31日には天野の任期が切れることもあり、「恩賜館組」と呼ばれる少壮教授グループなどに高田を再び早大学長に復帰させる動きがあった。維持員会の大勢は高田派であり、6月17日には高田・坪内・市島謙吉・浮田和民らが協議して高田の学長復帰を合意し、翌日大隈に報告している。しかし天野の秘書佐藤正が、天野を排斥して高田が復帰しようとしているという記事を『万朝報』や『中央新聞』に持ち込み、大きな社会問題となった。

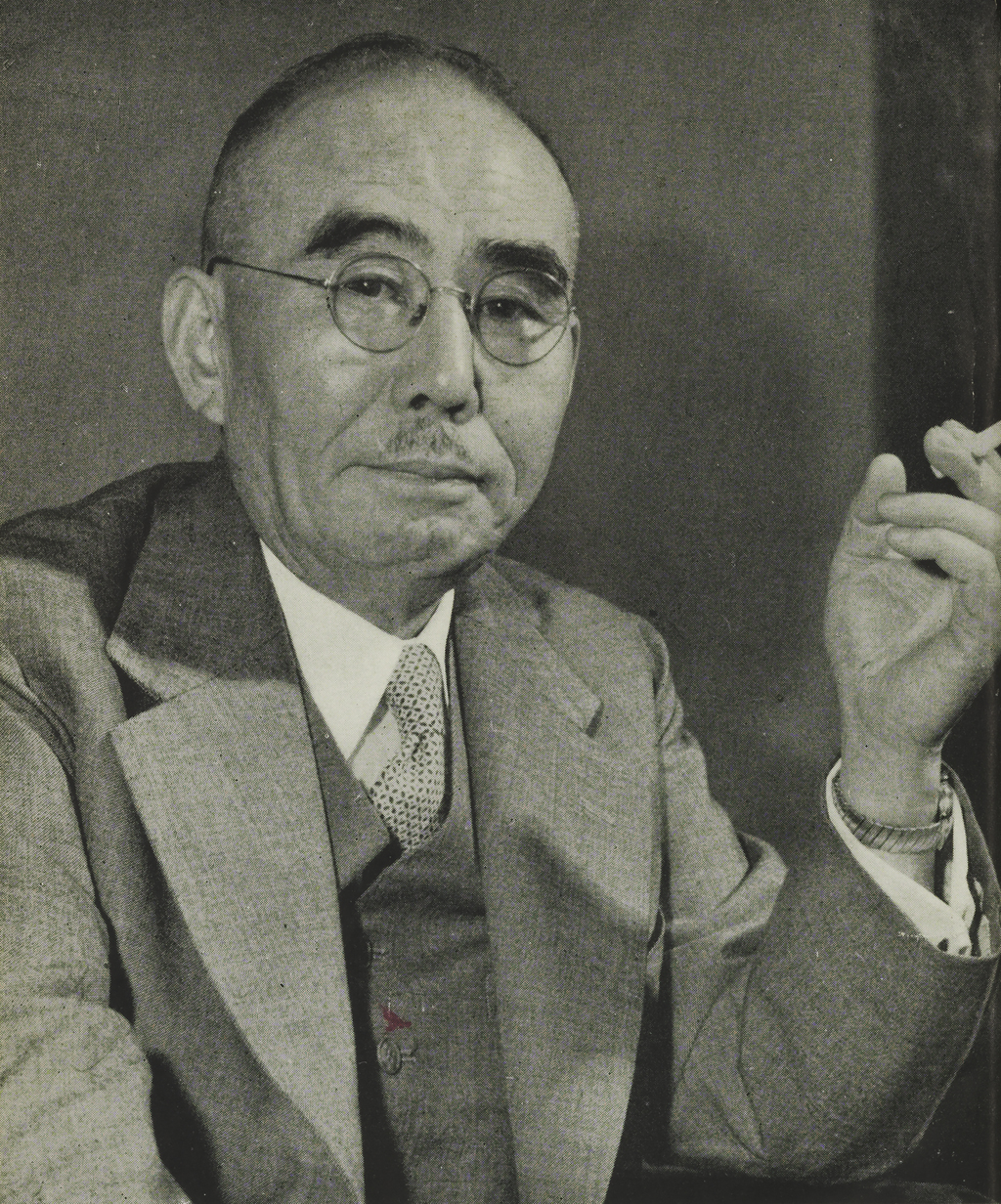
石橋湛山

大学内教職員の多くが高田派であったのに対し、学生たちはおおむね天野に対して同情的であり、早大出身の憲政会代議士からも高田の学長復帰を「政治的背信行為」と非難する声が上がった。やがて天野派は石橋湛山（ジャーナリスト、のちの内閣総理大臣）の下に集結し、斎藤隆夫や西岡竹次郎などの有力校友も牛込天神町の東洋経済新報社に出入りするようになった。坪内逍遥は石橋を「ケレンスキー」と呼んで激しく非難した。
維持員会は事態を解決するため高田の学長復帰を断念し、天野は任期満了で退任という形を取ることとした。しかし天野は大隈の勧告にも従わず、学長を続ける意思を明らかにした。8月17日、維持員会は学長を当面置かず、理事7名によって運営を行うことを決め、大隈の承認を得た。高田は名誉学長の称号も終身維持員も辞退し、天野も8月31日をもって学長を退任した。

### 騒動の拡大

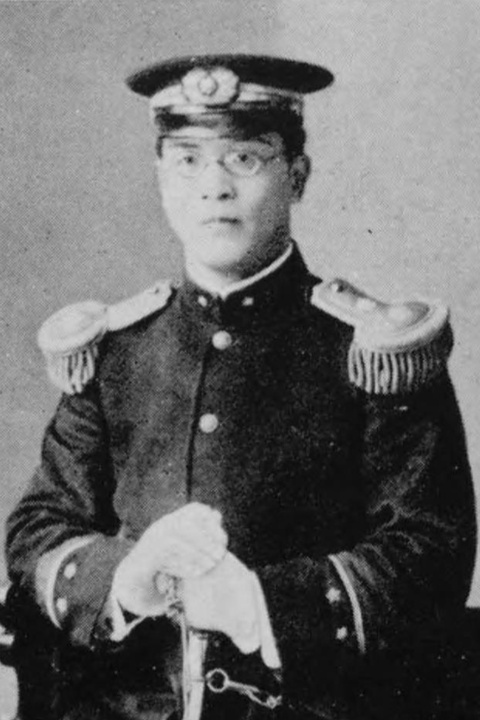
正力松太郎

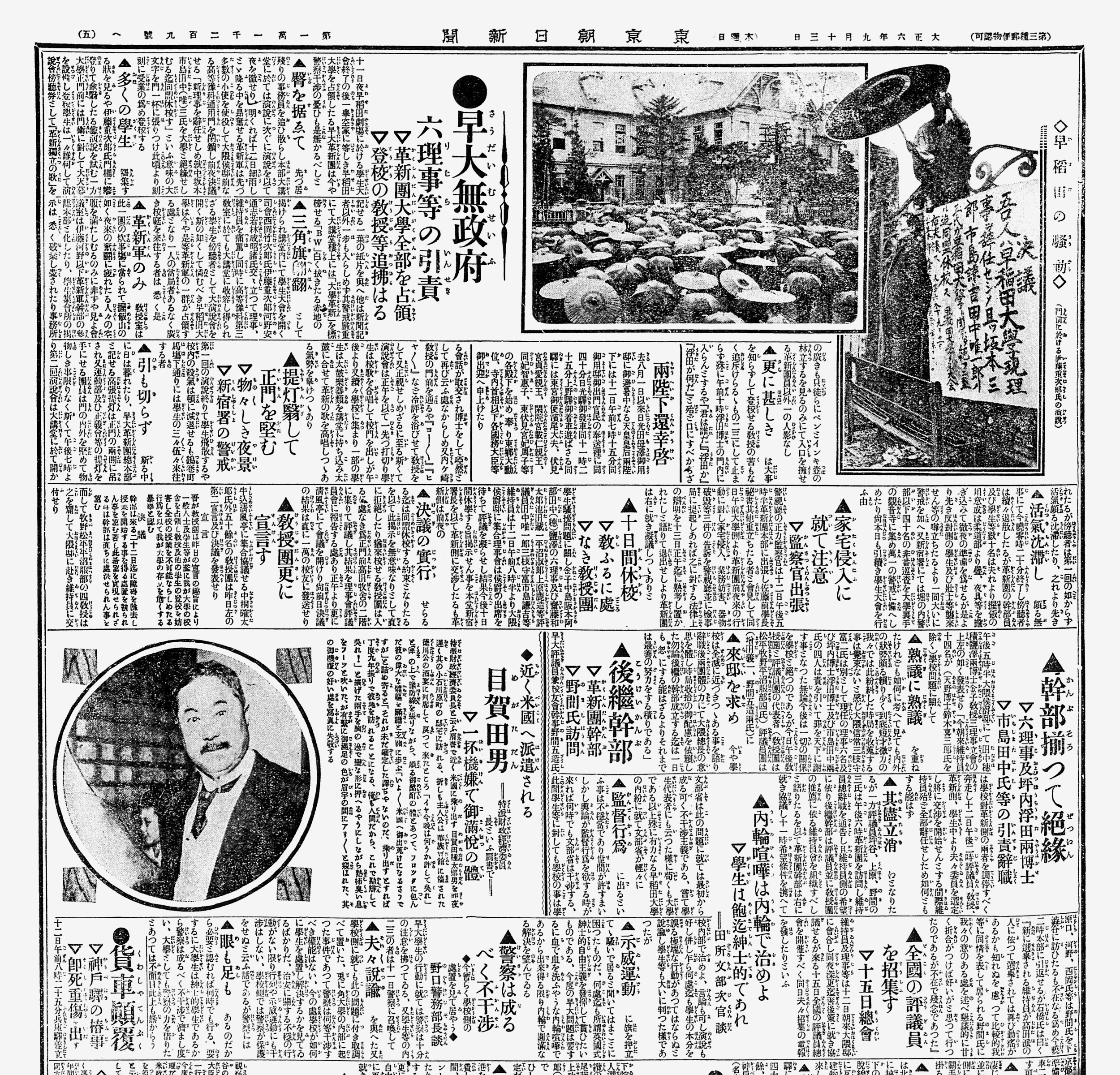
革新団による大学占領

しかし天野派の動きは収まらなかった。学生有志団、運動部愛校正義会、稲園正義会、改革期成同盟などの団体が続々と結成され、やがてそれらは「革新団」へと統一されていった。
9月5日と6日には天野派が文部省に出頭し、大学組織変更の願いは虚偽であるから受理しないようにと訴えかけた。これにより、天野派と目された永井柳太郎など5教授と前学長秘書橘静二が解任され、学生6名が退学処分となった。
9月11日午後5時、天野派は警視庁の正力松太郎臨監のもと早稲田劇場で高田派弾劾演説会を開催した。会場には白バラの徽章をつけた1300名の学生が集結していた。石橋湛山や尾崎士郎らが演説をおこない、理事の解任と市島謙吉らに大学との関与を解くよう要求する決議を行った。同日深夜には400名の革新団学生が校門を封鎖し、学生や教授を入れない騒ぎとなった。12日、大隈邸で行われた維持員会は5人の維持員が理事を退任し、市島らも大学との関係を断つという、学生側の要求を受諾する形となった。革新団は正力らの説得により9月13日夜に封鎖を解き、天野邸や石橋邸などの前で「万歳」を唱和した。

### 騒動の収拾
9月16日には新しい幹部を選ぶための評議員が選定され、また大隈の依頼で渋沢栄一・中野武営・豊川良平が事態の収拾に当たることとなった。
その後、9月26日、新たな維持員を迎えた維持員会によって校規改定正委員会の設置が決まり、渋沢栄一委員長、中野武営副委員長、平沼叔郎幹事が就任した。
大隈は天野らの処分を求めたが、渋沢・中野ら新維持員は消極的であった。結局、天野は11月2日に維持員を辞職し、早稲田実業学校校長に戻った。
中野が実質的に校規改定に指導力を発揮し、翌年の1918年9月2日付けで早稲田大学寄付行為の変更認可がおりた。そして、新校規に基づき、終身維持員として渋沢栄一、中野武営、高田早苗、坪内雄蔵（逍遥）、三枝守富、大隈信常が選出され、有期維持員として田中穂積、早速政爾、増田義一ら14名と功労者及び寄付者から松平頼壽、砂川雄峻、山田英太郎、平沼淑郎が選出された。10月8日に新たに選出された維持員によって維持会が開催され、平沼が学長に、大隈重信を総長に選出した。高田はその後も総長など要職を歴任している。また大隈はこの年に胆石症を再発させ、一月ほど病床についていたが、伊藤之雄はこの騒動のストレスが影響しているのではないかとみている。

## 騒動後に早大を去った人々

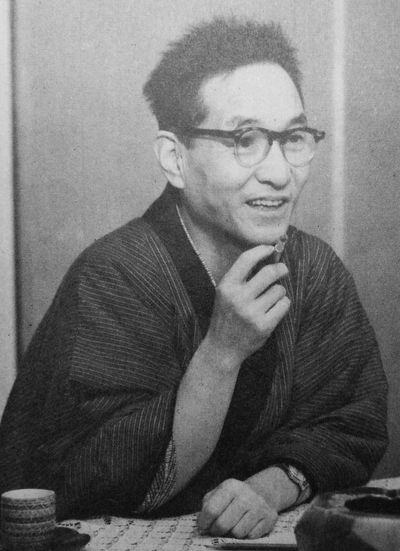
尾崎士郎（天野派の学生リーダー）。のちに小説『人生劇場 青春篇』において、本事件をモデルにした学校騒動を描いた。

### 罷免された者
- 永井柳太郎 - 政界に転じる
- 宮島綱男 - 山岡順太郎の個人秘書を経て関西大学教授となる
- 伊藤重治郎 - 山下汽船調査部長となる
- 井上忻治 - 多摩帝国美術学校教授となる
- 原口竹次郎 - 台湾総督府に務める
- 橘静二 - 米国に移住

### 辞職した者
- 波多野精一 - 京都帝国大学教授となる
- 大山郁夫 - 朝日新聞社に入る
- 浅川栄次郎 - 三菱合資会社に入る
- 服部嘉香 - 関西大学講師となる
- 村岡典嗣 - 広島高等師範学校教授となる
- 北昤吉 - 欧米留学を経て青天会に入る
- 佐藤正 - 教育新聞社に入る
- 河野安通志 - 日本初のプロ野球チーム日本運動協会（芝浦協会）を創設

### 退学した学生
- 尾崎士郎 - 小説家になり『人生劇場』を著す
- 茂木久平 - のち東京市会議員、満映東京支社長